# Scharonebene

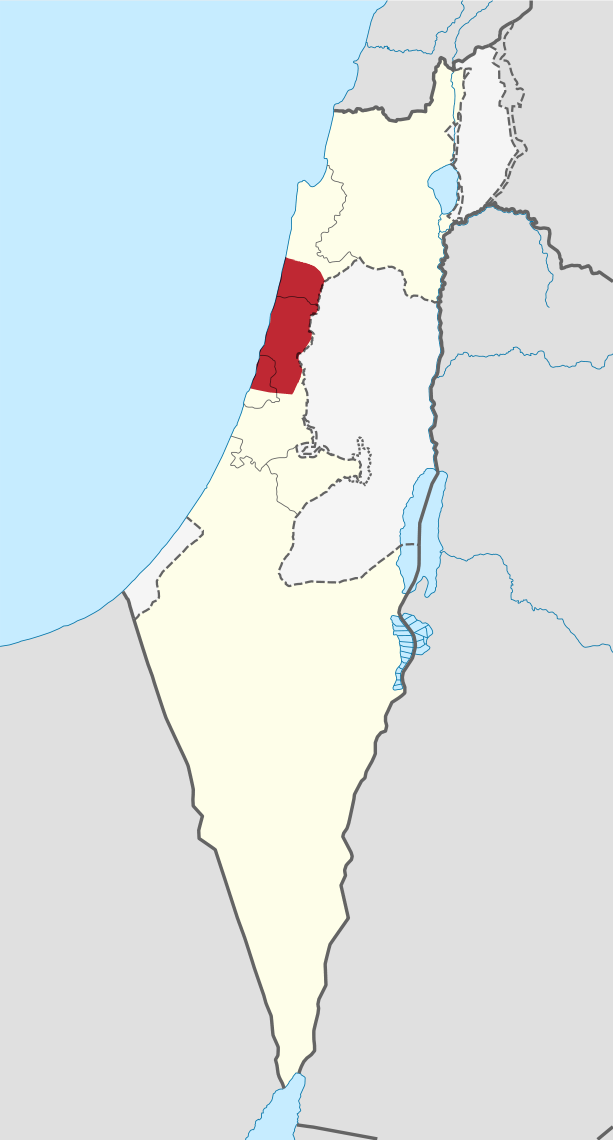
Bereich der Scharonebene auf einer Karte Israels

Die Scharonebene, auch das Scharontal oder schlicht der Scharon (hebräisch הַשָּׁרוֹן haScharon; gräzisiert Saron), ist eine Ebene an der israelischen Mittelmeerküste.

## Lage und Entwicklung
In Nord-Süd-Richtung erstreckt sich die Ebene von den südlichen Ausläufern des Karmelgebirges über 50 Kilometer entlang des Mittelmeers bis zum Fluss Jarkon. Mit einer durchschnittlichen Breite von 15 Kilometern reicht sie im Osten bis an die Berge von Samarien. Die größten Orte im Bereich der Ebene sind Chadera, Netanja, Herzlia, sowie am südlichen Ende Petach Tikwa und Tel Aviv.
Durch Sanddünen an der Küste versumpft die Ebene leicht. In früheren Jahrhunderten war sie aufgrund gezielter Entwässerung dennoch besiedelt. Im Hohen Lied Salomos (Hld 2,1 ) und im Buche Jesaja (Jes 35,2 ) wird die fruchtbare Ebene und die Rose von Saron gepriesen, was viele spätere Poeten zur Nachahmung animierte. In den Dünen kommt die Dünen-Trichternarzisse (hebräisch חבצלת החוף) vor, die wegen des hebräischen Namens der Rose von Scharon (חבצלת השרון) heute oft damit identifiziert wird.
Die bekannteste Stadt war das von Herodes dem Großen gegründete Caesarea Maritima, das in römischer und byzantinischer Zeit Hauptstadt der Provinz Syria Palaestina (deutsch Philistäisches Syrien) war. Später verfielen die Drainagen; in den letzten Jahrhunderten war die Ebene von Sümpfen durchzogen, die Malaria deswegen weit verbreitet. Entsprechend dünn war das Gebiet besiedelt und wurde eher zur Weidewirtschaft genutzt. Dörfer der einheimischen arabischen Bevölkerung gab es im Küstenstreifen nur vergleichsweise selten; die Orte lagen meist weiter im Landesinneren am Rand der Berge.
Mit Beginn der Einwanderung im 19. Jahrhundert entstanden neue Siedlungen und wurden Grund und Boden verstärkt landwirtschaftlich nutzbar gemacht. Den Anfang machten 1852 Kolonisten aus Westpreußen und dem Bergischen Land (u. a. Friedrich Großsteinbeck, 1821–1858, Großonkel John Steinbecks). Dann kamen 1866 Kolonisten aus Maine und gründeten die seinerzeit Adams City (heute englisch American-German Colony; hebräisch הַמּוֹשָׁבָה הָאָמֵרִיקָאִית-גֶּרְמָנִית בְּיָפוֹ HaMōschavah haʾAmerīqaʾīt-Germanīt bəJafō, deutsch ‚Amerikanisch-Deutsche Kolonie in Jaffa‘; arabisch امليكان, DMG Amelīkān) genannte Ansiedlung vor Jaffa, die jetzt zwischen den heutigen Straßen Rechov Eilat (רחוב אילת) und Rechov ha-Rabbi mi-Bacharach (hebräisch רחוב הרבי מבכרך) in Tel Aviv-Jaffa liegt.
Nachdem die meisten Siedler beider Anfangskolonien in die USA ausgewandert waren, übernahmen 1869 württembergische Templer und gründeten 1871 eine weitere namens Sarona, die nach der Ebene benannt wurde. Mit den folgenden Alijot (jüdische Einwanderung) gegen Ende des 19. Jahrhunderts wurden weitere Gebiete gezielt entwässert und es kam zur Gründung vieler weiterer, unten (im Atlas Mosheh Bravers, siehe Abschnitt Literatur) erwähnter jüdischer Siedlungen (zunächst als Moschavot, später vor allem als Moschavim und Kibbuzim).
Heute ist die Scharonebene abgesehen von den Großstädten das am dichtesten besiedelte Gebiet Israels. Sie wird intensiv landwirtschaftlich genutzt, vor allem für den Anbau von Zitrusfrüchten, aber auch von Avocados, Baumwolle, Gemüse und Wein. Die in diesem Gebiet kultivierte Scharon-Frucht, eine Variante der Kaki, wurde nach der Ebene benannt.

## Ausgrabungen bei En Esur bis 2019
Bei 2,5 Jahre dauernden Notgrabungen vor Straßenarbeiten sind im Nordteil der Scharonebene in En Esur Überreste einer 5000 Jahre alten Stadt mit Tempel gefunden worden. Laut einer Mitteilung der israelischen Antikenbehörde vom 6. Oktober 2019 bezeichneten die Grabungsleiter den Fund als „frühbronzezeitliches New York (der) Region“. Die geplant errichtete Stadt umfasst 65 Hektar Fläche und bot rund 6000 Bewohnern Platz. Darunter liegen Reste einer 7000 Jahre alten Siedlung.

## Benennungen nach Scharon
- Chof haScharon, Landkreis im Westen der Ebene Scharon
- Drom HaScharon, Landkreis im Süden der Ebene Scharon
- Hod haScharon, Stadt in der Ebene Scharon
- Lev haScharon, Landkreis im Herzen der Ebene Scharon
- Mischmar haScharon, Qibbuz in der Ebene Scharon
- Ramat haScharon, Stadt in der Ebene Scharon
- Rose von Saron (s. o.)
- Neue israelitische Jugendbücherei „Saron“, eine Schriftenreihe des Leipziger Kaufmann-Verlags (um die Wende vom 19. zum 20. Jahrhundert)
- Societatea culturalǎ «Saron», Kulturverein in Bukarest (1. Drittel des 20. Jahrhunderts)
- Sarona, von Templern gegründeter Ort in der Ebene Scharon, 1947 zu Tel Aviv
- Scharonbahn, Bahnstrecke in der Ebene Scharon
- Scharonfrucht